# 永幸河
永幸河，又称永幸河总渠，位于安徽省凤台县中部，是淮河中游左岸一条人工河道，是建设永幸河灌区时开挖的输水渠道。1976年永幸河动土开挖，1978年全面完成，位于茨淮新河以南，西淝河以北。北起凤台县北部尚塘乡茨淮新河，东南流经朱马店镇、古店乡、顾桥镇、桂集镇、刘集乡、凤凰镇（原城北乡）等乡镇，于县城北永幸河枢纽控制闸注入淮河。全长42.63公里。干渠有15条，总长155公里，总蓄水量700立方米，灌区控制面积678平方公里。永幸河具有排涝、灌溉、通航等功效，设计流量120立方米每秒，通航为10吨级，设计灌溉面积3.67万公顷，有效灌溉面积3.33万公顷。永幸河不但可以北引茨淮新河之水南调，又可南调淮河之水北上。永幸河两岸有以挖河弃土堆筑而成的堤防，南北堤长度均为41.83公里。